# Iyo Bank Vertz
Los Iyo Bank Vertz (伊予銀行ヴェールズ Iyo Ginkō Vēruzu?) son un equipo de sóftbol femenino de Japón con sede en Matsuyama, Ehime. Compiten en la West Division de la Japan Diamond Softball League (JD.League).

## Historia
Los Vertz fueron fundados en 1985 como equipo de sóftbol de Iyo Bank.
La Japan Diamond Softball League (JD.League) se fundó en 2022, y los Vertz se unieron a la nueva liga formando parte de la West Division.

## Roster actual
- Actualizado el abril de 2022.[4]

| Posición        | N.º       | Nombre          | Edad      | Altura              | Bateo     | Lanz.     | Notas     |
| Jugadoras       | Jugadoras | Jugadoras       | Jugadoras | Jugadoras           | Jugadoras | Jugadoras | Jugadoras |
| --------------- | --------- | --------------- | --------- | ------------------- | --------- | --------- | --------- |
| Lanzadoras      | 5         | Nana Shoji      | 29 años   | 163 cm (5 ft 4 in)  | Derecha   | Derecha   |           |
| Lanzadoras      | 14        | Koharu Sunaga   | 21 años   | 168 cm (5 ft 6 in)  | Izquierda | Izquierda |           |
| Lanzadoras      | 18        | Minori Kuroki   | 27 años   | 170 cm (5 ft 7 in)  | Derecha   | Derecha   |           |
| Receptoras      | 12        | Hiromi Yasukawa | 27 años   | 160 cm (5 ft 3 in)  | Izquierda | Derecha   |           |
| Receptoras      | 27        | Marin Hiromitsu | 25 años   | 160 cm (5 ft 3 in)  | Derecha   | Derecha   |           |
| Cuadro interior | 1         | Mizuki Iida     | 28 años   | 155 cm (5 ft 1 in)  | Izquierda | Derecha   |           |
| Cuadro interior | 3         | Mizuki Inoue    | 25 años   | 165 cm (5 ft 5 in)  | Izquierda | Izquierda |           |
| Cuadro interior | 4         | Ayana Asaishi   | 30 años   | 158 cm (5 ft 2 in)  | Derecha   | Derecha   |           |
| Cuadro interior | 10        | Hazuki Kai      | 29 años   | 158 cm (5 ft 2 in)  | Derecha   | Derecha   |           |
| Cuadro interior | 20        | Akiko Yoshikane | 23 años   | 151 cm (4 ft 11 in) | Derecha   | Derecha   |           |
| Cuadro interior | 25        | Ami Takikawa    | 21 años   | 156 cm (5 ft 1 in)  | Izquierda | Derecha   |           |
| Cuadro interior | 26        | Lisa Maulden    | 32 años   | 171 cm (5 ft 7 in)  | Izquierda | Derecha   |           |
| Cuadro interior | 29        | Minami Tsujii   | 26 años   | 167 cm (5 ft 6 in)  | Derecha   | Derecha   |           |
| Jardineras      | 7         | Sayaka Matsuse  | 28 años   | 163 cm (5 ft 4 in)  | Izquierda | Derecha   |           |
| Jardineras      | 9         | Kiho Homma      | 29 años   | 170 cm (5 ft 7 in)  | Derecha   | Derecha   |           |
| Jardineras      | 11        | Yuka Iuchi      | 27 años   | 169 cm (5 ft 7 in)  | Izquierda | Derecha   |           |
| Jardineras      | 15        | Kaede Tsubouchi | 21 años   | 161 cm (5 ft 3 in)  | Izquierda | Derecha   |           |
| Jardineras      | 17        | Risa Okazaki    | 26 años   | 165 cm (5 ft 5 in)  | Izquierda | Derecha   |           |
| Jardineras      | 28        | Mana Kawaguchi  | 26 años   | 162 cm (5 ft 4 in)  | Izquierda | Derecha   |           |
| Cuerpo técnico  |           |                 |           |                     |           |           |           |
| Mánager         | 30        | Risa Akimoto    | 43 años   | -                   | -         | -         |           |
| Entrenadores    | 31        | Terumi Yano     | 40 años   | -                   | -         | -         |           |